# São Vicente (Madeira)
São Vicente és un municipi de l'arxipèlag de Madeira, que se sotsdivideix en tres parròquies:
- Boa Ventura
- Ponta Delgada
- São Vicente